# Datynie Dolne
Datynie Dolne (czes. Dolní Datyněⓘ, niem. Nieder Dattin) – część miasta Hawierzowa w kraju morawsko-śląskim, w powiecie Karwina w Czechach. Jest to także gmina katastralna o powierzchni 217,44 ha, w południowo-zachodniej części miasta. W 2009 liczba mieszkańców wynosiła 457, zaś w 2010 odnotowano 178 adresów.

## Nazwa
Pierwotnie Datynia, dawniej też Datyń Dolny, wymowa w gwarze cieszyńskiej datynie dólni/dólne, w dopełniaczu datyń dolnich, też (ta) datyń, -e, w datyni, datyński. Jest to nazwa dzieżawcza od imienia Dat lub Data (jak w formie staropolskiej np. Miłodat). Pierwsza wzmianka w 1577 roku w formie z Datynie, później auf Datin (1662), Dattin (1722), Nider Datina (1724), Datin P.(olnisch) Datynie (1736), Dattin(ie) (1754), na Dattini (1763), Dattin Nieder (1804).

## Historia
Pod względem powierzchni to jedna z najmniejszych gmin katastralnych na Zaolziu, jak też jedna z najmłodszych miejscowości na Śląsku Cieszyńskim.
W XVI wieku pojedyncza wieś Datynia. W XVIII wieku występowało już rozróżnienie na część Dolną i Górną. Datynie Dolne były częścią gminy Błędowice Dolne, od której usamodzielniły się w czerwcu 1864.

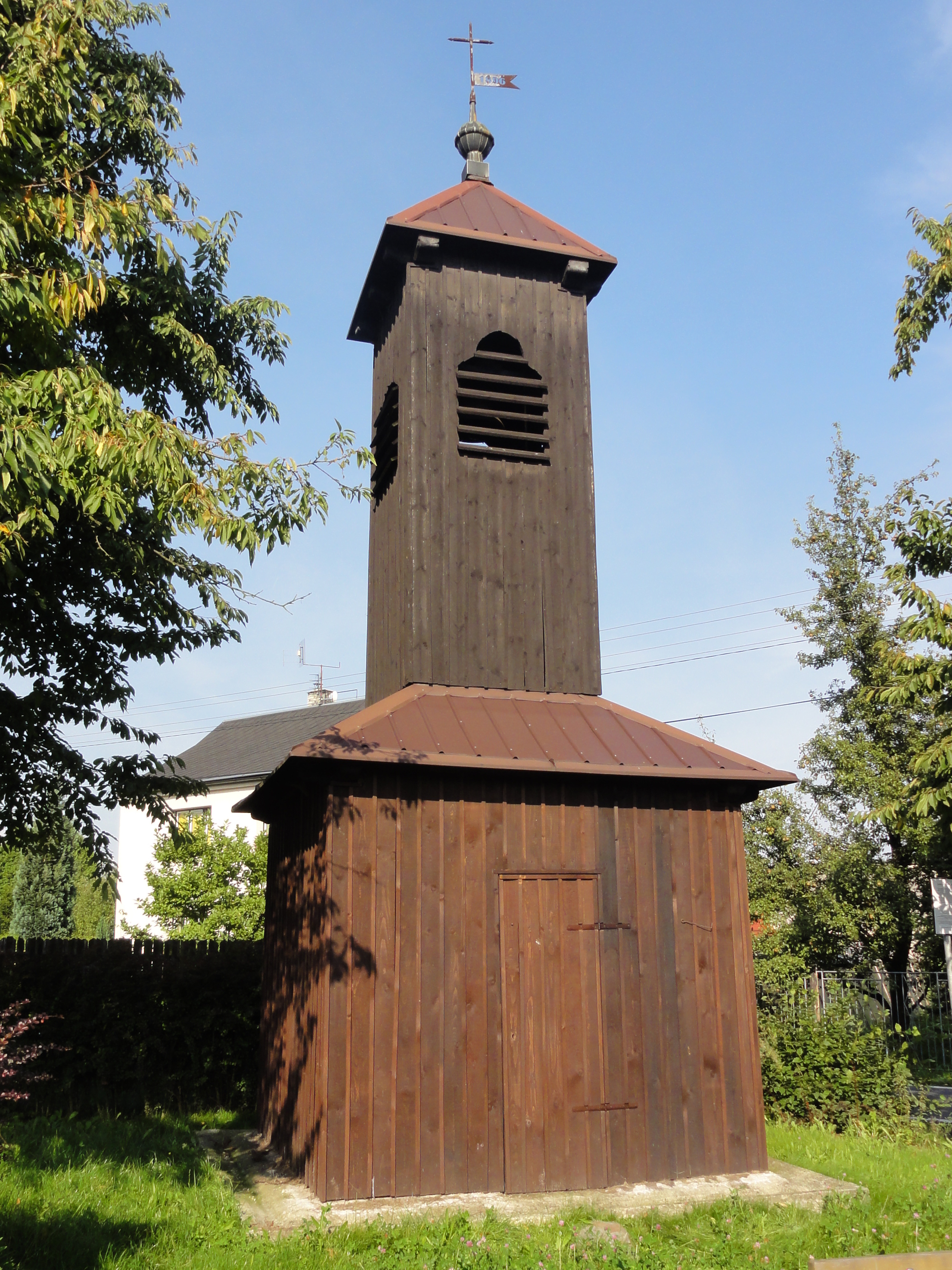
Dzwonnica z 1896

W przeciwieństwie do czeskich (laskich) Datynii Górnych była polskojęzyczna. Według austriackiego spisu ludności z 1910 roku Datynie Dolne miały 586 mieszkańców, z czego 568 (96,9%) było polsko- a 18 (3,1%) czeskojęzycznymi, 84 (14,3%) było katolikami a 502 (85,7%) ewangelikami.
Po podziale Śląska Cieszyńskiego w 1920 miejscowość stała się częścią Czechosłowacji, zaś w październiku 1938 została wraz z Zaolziem zaanektowana przez Polskę, a w II wojnie światowej przez nazistowskie Niemcy. Po wojnie przywrócona Czechosłowacji. 
Pierwsza szkoła, która prowadziła zajęcia zarówno w języku polskim jak i niemieckim, została wybudowana w XIX wieku, nie jest jednak jasne w którym roku ją ukończono. W 1879 wybudowano polską szkołę z cegły, a w 1920 czeską. Polska szkoła została zamknięta w kilka lat po II wojnie światowej z powodu niedostatecznej liczby dzieci. Obecnie w jej budynku znajduje się szkoła czeska.
Największym zabytkiem jest luterańska kaplica wybudowana w 1896 przez Józefa Prymusa i Jana Kołorza.

## Postacie
- Józef Kiedroń, polski polityk;
- Josef Kotas, burmistrz Ostrawy;
- Franciszek Czyż, polski polityk;
- Jan Bystroń, polski lingwista;